# Đường sắt Ninh Ba – Thai Châu – Ôn Châu
Đường sắt Ninh Ba – Thai Châu – Ôn Châu (giản thể: 甬台温铁路; phồn thể: 甬台温铁路; bính âm: Yǒngtáiwēn Tiělù, Hán Việt: Dũng Thai Ôn thiết lộ) là một tuyến đường sắt đôi, điện khí hóa, cao tốc ở tỉnh Chiết Giang bên bờ biển phía đông của Trung Quốc. Tuyến này được đặt tên theo ba thành phố chính dọc theo tuyến đường: Ninh Ba, có tên viết tắt là Dũng, Thai Châu và Ôn Châu. Tuyến này có tổng chiều dài 282,4 km và là một phần của Hành lang đường sắt cao tốc khu vực duyên hải Đông Nam Trung Quốc. Công trình này khởi công trong tháng 10 năm 2005, và sau đó khánh thành, thông tuyến cho dịch vụ thương mại vào ngày 28 tháng 9 năm 2009. Tàu hỏa chạy trên tuyến đường sắt này đạt tốc độ tối đa là 250 km/giờ, và những chuyến tàu có hành trình ngắn nhất giữa Ninh Ba và Ôn Châu mất 1 giờ 12 phút.

## Tuyến đường
Tuyến đường sắt Dũng Thai Ôn chạy dọc theo bờ biển gồ ghề nhưng lại phát triển của tỉnh Chiết Giang. Các thành phố, quận hoặc huyện lớn dọc theo tuyến đường sắt này bao gồm: Phụng Hóa, Ninh Hải, Tam Môn, Lâm Hải, Thai Châu, Hoàng Nham, Lộ Kiều, Ôn Lĩnh, Nhạc Thanh, Vĩnh Gia, và Âu Hải. Tại Ninh Ba, tuyến này kết nối với tuyến đường sắt Tiêu Sơn-Ninh Ba và tuyến đường sắt chuyên vận chuyển hành khách Hàng - Dũng. Tại Ôn Châu, tuyến này kết nối với tuyến đường sắt Ôn Châu - Phúc Châu.

## Sự cố và tai nạn
Ngày 23 tháng 7 năm 2011, hai xe lửa cao tốc độ đâm vào nhau ở quận Lộc Thành, Ôn Châu, tỉnh Chiết Giang, Trung Quốc. Một số toa của hai đoàn tàu bị trật khỏi đường ray. Các đoàn tàu đang trên tuyến đường sắt Ninh Ba – Thai Châu – Ôn Châu khi sự cố xảy ra. Theo các phương tiện truyền thông nhà nước Trung Quốc, đã xác nhận 40 trường hợp tử vong, và ít nhất 192 người phải nhập viện, trong đó có 12 người bị thương nặng. 
Nguyên nhân được xác định do tàu cao tốc D3115 đang đi từ Hàng Châu tới thành phố Ôn Châu thì bị sét đánh làm mất điện nên phải dừng đột ngột trên tuyến đường sắt ở Shuangyu. Đoàn tàu D301 chạy hướng Bắc Kinh – Phúc Châu khi tới đây đã đâm vào đuôi tàu D3115. Hậu quả, 4 toa tàu D301 bị văng khỏi cầu cạn, trong khi đó hai toa của tàu D3115 cũng bị trật khỏi đường ray.

## Bản đồ các nhà ga trên tuyến
|  |  |  |

|  |

|  |

|  |  |  |

|  |

|  |

|  |

|  |

|  |

|  |

|  |  |  |

|  |

|  |

|  |

|  |

|  |  |  |

|  |  |  |

|  |

|  |